# Shen Jun
Shen Jun (chiń. 沈君; ur. 9 maja 1977) – chińska judoczka. Olimpijka z Sydney 2000, gdzie zajęła piąte miejsce w kategorii 57 kg.
Wicemistrzyni igrzysk azjatyckich w 1998 i piąta w 2002. Brązowa medalistka igrzysk Azji Wschodniej w 2001 i mistrzostw Azji w 2000 roku.

## Letnie Igrzyska Olimpijskie 2000
| Konkurencja | Walki                  | Walki                    | Walki                    | Walki                | Klas. końcowa |
| Konkurencja | 1/8                    | 1/4                      | 1/2                      | o 3 miejsce          | Miejsce       |
| ----------- | ---------------------- | ------------------------ | ------------------------ | -------------------- | ------------- |
| waga lekka  | Tânia Ferreira (BRA) W | Cinzia Cavazzuti (ITA) W | Driulys González (CUB) P | Kie Kusakabe (JPN) P | V             |